# ミュシア

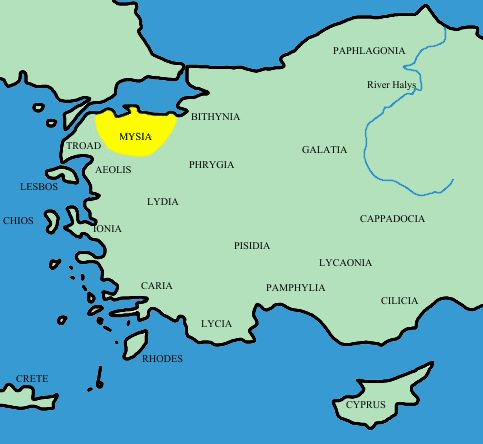
ミュシアの位置

ミュシア（ギリシャ語：Μυσία, Mysia）は、古代の小アジア（トルコのアナトリア半島）北西部の地方。プロポンティス海（現在のマルマラ海）の南に位置する。東をビテュニア、南東をフリギア、南をリディア、南西をアイオリス、西をトローアスとそれぞれ国境を接していた。古代にはミュシア人（Mysians）、フリギア人、アイオリス人、ギリシャ人などが居住していた。
フリギアとの国境は変動していたうえ、トローアスをミュシアに含める場合もあり、その範囲を正確に定めることは難しい。北部は小ミュシア（Mysia Minor）またはHellespontica、南部は大ミュシア（Mysia Major）またはPergameneと呼ばれる。

## 地理
ミュシアの山々では、北部のオリンポス山（標高2543m。トルコ名：ウル・ダー、ウル山 Uludağ）およびイダ山（標高1774m。トルコ名：カズ・ダー、カズ山）と、ミュシアとリディアを分け、アドラミュティオン湾（現エドゥレミット湾）付近まで伸びる南部のテムノス山（現Demir Dağ）があった。北部の主要な河川には、ともにリディアを源流とし、プロポンティス海から約24kmのところにあるアポロニア（Apollonia）の湖で合流する、マケストス川（現Susurluk Çayı）、リュンダコス川（リンダクス川、Rhyndakos、現Adırnaz Çayı）があった。南部のカイコス川（現Bakırçay）はテムノスを源流とし、ペルガモンを通って、西のエーゲ海に流れ込んでいた。北部には東と西からマケストス川に注がれる、2つの大きな湖Artynia（またはApolloniatis。現Apolyont Gölü）、Aphnitis（現マニヤス湖 Manyas Gölü）があった。

## 都市
ミュシアで最も重要な都市はカイコス川（現Bakırçay）の谷にあったペルガモンと、マルマラ海のキジコス（またはキュジコス、キジクス）である。沿岸部にはギリシャ人の町が点在していて、北部ではパリオン（Parium）、ランプサコス（Lampsacus）、アビュドス（Abydos）、南部ではアッソス（Assos）、アドラミュティオン（現エドゥレミット Edremit）が含まれる。さらに南のエライア湾には、エライア（Elaea）、ミュリナ（Myrina）、キュメ（Cyme）があった。

## 神話
ギリシア神話のトロイア戦争に関する「叙事詩環」の中に、ギリシア艦隊がトロイと間違えてミュシアに上陸するというエピソードがある。ミュシア王テレポスはギリシア兵を殺すが、アキレウスによって負傷する。テレポスによって統治されたこの沿岸地方は、ギリシア神話ではテウトラニア（Teuthrania）とも呼ばれ、テレポス以前はテウトラス王が治めていた。
一方、ホメーロスは『イーリアス』の中でミュシア（ミュソイ）をトロイの同盟国として描いた。ミュシア軍を率いるのはクロミスと予言者のエンノモスである（ii.858-861）。しかし、ホメーロスはミュシアがどこにあったのかについては何も言及していない。